# Stylocoeniella cocosensis
Stylocoeniella cocosensis är en korallart som beskrevs av Veron 1990. Stylocoeniella cocosensis ingår i släktet Stylocoeniella och familjen Astrocoeniidae. IUCN kategoriserar arten globalt som sårbar. Inga underarter finns listade i Catalogue of Life.